# Scogliera di Montgomery
La scogliera di Montgomery è una scogliera situata al largo della costa del Kimberley, nell'Australia Occidentale. Si trova all'estremità sud-occidentale della baia di Camden e circonda l'isola di Yawajaba (o Montgomery). Con la sua superficie totale di 400 km² (circa 80 km di lunghezza), è la più grande scogliera costiera del mondo. La località abitata più vicina è Bardi, che dista circa 130 km a sud-ovest.

## Caratteristiche
La scogliera si trova a circa 20 km dalla costa, con la baia di Doubtful a est e la baia di Collier a sud. Si trova all'interno del Camden Sound Marine Park, che è stato inaugurato nel 2012, coprendo un'area di 7.062 km².

### Marea
La scogliera di Montgomery ha un'escursione di marea insolitamente ampia, fino a 10 m. Quando la marea è bassa, vengono rivelate vaste lagune, isolotti di arenaria e un'isola centrale di mangrovie. Il movimento verso l'esterno della marea forma un torrente d'acqua, poi un fiume che attraversa la scogliera e forma centinaia di cascate. Con la bassa marea, possono essere esposti più di 4 m di scogliera.
Mentre la marea si abbassa, le cascate attirano trampolieri migratori, nutrendo tartarughe, mante, squalo pinna nera del reef e dugonghi. L'area è un popolare sito turistico e ha diversi operatori di crociera che la visitano ogni giorno.

## Storia
La scogliera e l'isola furono denominate da Philip Parker King, il primo europeo ad avvistare l'isola, a bordo della HMS Mermaid, mentre esplorava l'area nel 1818. King chiamò la scogliere in onore del chirurgo della nave, Andrew Montgomery. King appellò anche la baia di Doubtful.